# Mosquer dels verns
El mosquer dels verns (Empidonax alnorum) és una espècie d'ocell de la família dels tirànids (Tyrannidae) que habita torberes, arbustos de verns i vegetació de les riberes des del centre d'Alaska, cap al sud i l'est, a través del centre del Canadà fins a l'est del Canadà i el nord-est dels Estats Units. Passa l'hivern a Amèrica del Sud.